# Йоун Дади Бьодварсон
Йоун Дади Бьодварсон (на исландски: Jón Daði Böðvarsson), роден на 25 май 1992 г., е професионален исландски футболист, играещ като дясно крило и нападател. Понастоящем играе за английския Милуол и националния отбор на Исландия.
На 10 май 2016 г. излиза официалният състав на Исландия за Евро 2016, като Бьодварсон е част от отбора.